# Давенпорт (Оклахома)
Давенпорт (енгл. Davenport) град је у америчкој савезној држави Оклахома.

## Демографија
По попису из 2010. године број становника је 814, што је 67 (-7,6%) становника мање него 2000. године.
| Група             | 2000.       | 2010.       |
| Белци             | 749 (85,0%) | 672 (82,6%) |
| Афроамериканци    | 30 (3,4%)   | 16 (2,0%)   |
| Азијати           | 0 (0,0%)    | 2 (0,2%)    |
| Хиспаноамериканци | 12 (1,4%)   | 39 (4,8%)   |
| Укупно            | 881         | 814         |